# Groupe de NGC 6962
Le groupe de NGC 6962 comprend une dizaine galaxies situées dans la constellation du Dauphin. Cependant, selon une autre source, ce groupe renfermerait beaucoup plus de galaxies, 29 membres probables et 49 possibles dans un rayon inférieur à 1 Mpc. En excluant la galaxie PGC 1169059, une galaxie lointaine, la distance moyenne entre ce groupe et la Voie lactée est d'environ 52,2 Mpc (∼170 millions d'al).

## Membres
Le tableau ci-dessous liste les dix galaxies du groupe indiquées sur le site du département de physique et d'astronomie du Texas Tech University.
| Nom         | Class.       | Type                 | α (J2000.0)     | δ (J2000.0)    | Vitesse radiale (km/s) | m                    | Distance (Mpc) | Diamètre (kal) |
| ----------- | ------------ | -------------------- | --------------- | -------------- | ---------------------- | -------------------- | -------------- | -------------- |
| NGC 6959    | (R)S0^0 pec? | Lenticulaire         | 20h 47m 07.240s | 00° 25′ 48.67″ | 3664 ± 2               | 13,7                 | 49,7 ± 3,5     | 54             |
| NGC 6961    | cD pec       | Elliptique           | 20h 47m 10.507s | 00° 21′ 47.83″ | 3715 ± 2               | 13,7                 | 50,4 ± 3,5     | 48             |
| NGC 6962    | SAB(r)ab     | Spirale intermédiare | 20h 47m 19.064s | 00° 19′ 14.88″ | 4200 ± 2               | 12,1                 | 57,6 ± 4,0     | 164            |
| NGC 6964    | cD pec?      | Elliptique           | 20h 47m 24.300s | 00° 18′ 03.00″ | 3790 ± 2               | 13,0                 | 51,5 ± 3,7     | 101            |
| NGC 6965    | S0^0?        | Lenticulaire         | 20h 47m 20.369s | 00° 29′ 02.61″ | 4228 ± 2               | 14,0                 | 58,0 ± 4,1     | 101            |
| NGC 6967    | SB0^+(rs)?   | Lenticulaire         | 20h 47m 34.095s | 00° 24′ 41.80″ | 3768 ± 20              | 13,1                 | 51,2 ± 3,6     | 76             |
| PGC 65351   | Sdm?         | Spirale magellanique | 20h 46m 32.173s | 00° 12′ 26.16″ | 3598 ± 6               | 14,0                 | 48,7 ± 3,4     | 54             |
| PGC 65356   | ?            | ?                    | 20h 46m 38.100s | 00° 20′ 21.66″ | 3788 ± 4               | 15,7                 | 51,5 ± 3,6     | 44             |
| PGC 1169059 | ?            | ?                    | 20h 46m 31.90s  | 00° 33′ 13.2″  | 10905 ± ?              | 13,102 ± 0,101 A     | 156 ± 11 B     | 67             |
| PGC 162626  | ?            | ?                    | 20h 47m 03.307s | 00° 26′ 12.48″ | 3768 ± 5               | 14,768 ± 0,006 asinh | 51,2 ± 3,6     | 42             |

- A Dans l'infrarouge proche.
- B Cette galaxie ne fait pas partie du groupe de NGC 6962.

Le site DeepskyLog permet de trouver aisément les constellations des galaxies mentionnées dans ce tableau ou si elles ne s'y trouvent pas, l'outil du site constellation permet de le faire à l'aide des coordonnées de la galaxie. Sauf indication contraire, les données proviennent du site NASA/IPAC.